# Gabriel Gravier (géographe)
Pour les articles homonymes, voir Gabriel Gravier (homonymie) et Gravier.
Gabriel Gravier, né le 17 février 1827, à Sancoins et mort le 18 novembre 1904, à Rouen, est un historien,
géographe et écrivain français.
S’intéressant surtout à l’Amérique du Nord et aux explorateurs français, et particulièrement aux navigateurs normands, il est l’auteur notamment d’une biographie de René-Robert Cavelier de La Salle, publiée en 1871, et d’une Vie de Samuel Champlain, publiée en 1900.

## Biographie
Engagé volontaire à dix-huit ans, sous-officier désigné pour le grade d’officier, Gabriel Gravier quitte le service militaire et s’installe à Rouen en 1852.
Il travaille d’abord dans l’Administration des Eaux et Forêts, avant de devenir fonctionnaire de la Compagnie des chemins de fer de l'Ouest.
Il participera à la Guerre franco-allemande de 1870 en tant qu'officier, au cours de laquelle il sera membre d'une cour martiale .
Gabriel Gravier fut un membre fondateur et le premier président de la Société normande de géographie en 1879. Le 30 avril 1880, il sera reçu à l’Académie des sciences, belles-lettres et arts de Rouen.
Il vivait à Rouen, 18 rue Alsace-Lorraine, où il mourut en novembre 1904, à l’âge de 77 ans.
Il est enterré au cimetière monumental de Rouen.

## Distinctions
- Officier d'académie (1er janvier 1874).
- Officier de l'Instruction publique (14 juillet 1884).
- Chevalier de la Légion d'honneur (décret du 9 janvier 1894).

## Publications (sélection)

### Ouvrages
- Cavelier de La Salle de Rouen, Paris, Maisonneuve & Cie, 1871 (lire en ligne).
- Découverte de l’Amérique par les Normands au Xe siècle, Paris ; Rouen, Maisonneuve & Cie ; E. Cagniard, 1874 (lire en ligne).
- La Route du Mississippi, Nancy, G. Crepin-Leblond, 1878 (lire en ligne).
- Examen critique de l’Histoire du Brésil français au seizième siècle, Paris, E. Martinet, 1878 (lire en ligne).
- Étude sur le sauvage du Brésil, Paris, Maisonneuve & Cie, 1881 (lire en ligne).
- Les Normands sur la route des Indes : discours de réception à l’Academie des sciences, belles-lettres et arts de Rouen lu le 30 avril 1880, Rouen, E. Cagniard, 1880 (lire en ligne).
- Description de la Normandie, relations du XVIIIe et du XIVe siècle, Rouen, E. Cagniard, 1882, 25 p., in-8o.
- La Cartographie de Madagascar, Paris ; Rouen, A. Challamel ; E. Cagniard, 1896 (lire en ligne).
- Les Voyages de Giovanni Verrazano sur les côtes d’Amérique avec des marins normands, pour le compte du roi de France en 1524-1528, Rouen, E. Cagniard, 1898, 32 p. (lire en ligne).
- Les Anciens Normands chez eux et en France, Rouen, E. Cagniard, 1898 (lire en ligne).
- Vie de Samuel Champlain : fondateur de la nouvelle-France (1567-1635), Paris, J. Maisonneuve, 1900 (lire en ligne).
- Jean Ango : vicomte de Dieppe, Rouen, A. Lestringant, 1903 (lire en ligne).

### Articles
- « Voyage de Paul Soleillet à l’Adrar, décembre 1879-mai 1880 », Bulletin de la Société normande de géographie, Rouen, Impr. de E. Cagniard,‎ 1881, p. 64.
- « Notice sur Jean Vauquelain [sic], de Dieppe, lieutenant de vaisseau (1727-1764) », d’après M. Faucher de Saint-Maurice », Bulletin de la Société libre d’émulation du commerce et de l’industrie de la Seine-Inférieure, Rouen, Impr. de E. Cagniard « 2e série »,‎ 1885, p. 30.
- « Notice biographique sur Paul Soleillet », Bulletin de la Société normande de géographie, Rouen, Impr. de E. Cagniard,‎ 1886, p. 38.
- « L’Abbé Petitot chez les Grands Esquimaux », Bulletin de la Société libre d’émulation du Commerce et de l’Industrie de la Seine-Inférieure, Rouen, Impr. de E. Cagniard,‎ 1888, p. 35.
- « L’Abbé Petitot sous le cercle polaire », Bulletin de la Société normande de géographie, Rouen, Impr. de E. Cagniard, 1889,‎ cahier de septembre-octobre 1889, p. 44.
- « Le Rouennais François Cauche (1638-1643) », Conférence faite, le 4 décembre 1892, dans la séance solennelle de la Société des anciens militaires coloniaux de Rouen, Rouen, Impr. de E. Cagniard,‎ 1893, p. 20.
- « Augustin Beaulieu : navigateur rouennais (1589-1637) », Bulletin de la Société libre d’émulation, du commerce et de l’industrie de la Seine-Inférieure, Rouen, Imprimerie E. Cagniard,‎ 1897, p. 32.
- « Notice sur Jean Parmentier, navigateur dieppois (1494-1530) », Bulletin de la Société libre d’émulation du commerce et de l’industrie de la Seine-Inférieure, Rouen, Impr. de Léon Gy,‎ 1902, p. 14.

### Traduction
- Le globe Lenox de 1511, de Benjamin Franklin de Costa (en) ; trad. de l’anglais par Gabriel Gravier, Rouen, Impr. E. Cagniard, 1880.